# 셀프리지스

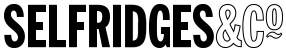
로고

셀프리지스(영어: Selfridges)는 영국의 고급 백화점 체인이다. 해리 고든 셀프리지가 창업하였다. 런던의 옥스퍼드 스트리트에 있는 플래그십 스토어는 1909년 3월 15일에 개업하였으며, 해로즈에 이어 영국에서 두 번째로 큰 매장이다.